# Michael Theurillat
Michael Johannes Theurillat (* 1961 in Basel, Schweiz) ist ein Schweizer Krimiautor.

## Leben
Michael Theurillat studierte Wirtschaftswissenschaft, Kunstgeschichte und Geschichte. 1996 promovierte er in Finanzwissenschaft. Er arbeitete für den Schweizerischen Bankverein und half bei der Fusion mit der damaligen Schweizerischen Bankgesellschaft mit. Er wurde anschliessend Managing Director der UBS. Er begann mit dem Schreiben von Romanen in seinem 42. Lebensjahr. Bekannt ist er für seine Kriminalromane mit dem Protagonisten Kommissar Eschenbach. Er lebt heute mit der Familie in Freienbach.

## Werke

### Sachbücher
- 1996: Der Schweizer Aktienmarkt : eine empirische Untersuchung im Lichte der neueren Effizienzmarkt-Diskussion, ISBN 978-3-790-80941-1

### Kriminalromane
- 2005: Im Sommer sterben, Ullstein, ISBN 978-3-548-60651-4
- 2007: Eistod, Claasen, ISBN 978-3-546-00420-6
- 2009: Sechseläuten, Ullstein, ISBN 978-3-548-60944-7
- 2011: Rütlischwur, Ullstein ISBN 978-3-548-61130-3
- 2016: Wetterschmöcker, Ullstein, ISBN 978-3-550-08048-7
- 2018: Lenz, Ullstein, ISBN 978-3-550-08198-9

## Auszeichnungen
- 2012: Friedrich-Glauser-Preis für Rütlischwur[2]